# 플필
플필(Plfil)은 배우와 영화 제작사/캐스팅 디렉터를 연결해주는 온라인 캐스팅 플랫폼이다.
대한민국 대표 캐스팅 플랫폼으로, 배우 수 1위, 캐스팅 담당자 수 1위의 자리를 차지하고 있다. 플필은 온라인 캐스팅 솔루션을 통해 배우와 제작사를 쉽고 효율적으로 연결하는 기술을 제공하며, 캐스팅 과정을 단순화하고 시간과 비용을 절감하는 것이 특징이다.

## 연혁
- 2022년 5월, 법인 설립
- 2022년 5월, Seed 투자 유치
- 2022년 7월, 정식 벤처기업 인증
- 2022년 7월, 정식 소셜벤처기업 인증
- 2022년 11월, 서울지방중소벤처기업청장상 수상
- 2023년 2월, 홈페이지에 10000명의 배우 프로필 등록
- 2023년 2월, 기업부설연구소 인증
- 2023년 4월, 홈페이지 리뉴얼
- 2023년 7월, 서울대학교와 산학협력 MOU 체결
- 2023년 10월, 강남구 논현동으로 신사옥 이전
- 2023년 12월, 서울대학교 창업경진대회 '비더로켓 시즌7' 장려상 수상
- 2023년 12월, 여성가족부 '가족친화기업' 인증
- 2024년 8월, 에이전트 플필 설립, 김예지(사격) 선수 영입
- 2024년 9월, 일본 글로벌 캐스팅 회사 Filmsta와 한국-일본 배우 캐스팅 협정 체결
- 2024년 11월, 홈페이지에 20000명의 배우 프로필 등록

## 사업부

### 플필 (캐스팅 사업부)

#### 배우
플필은 배우들이 자신의 프로필을 관리하고 캐스팅 기회를 찾을 수 있도록 돕는 플랫폼이다. 배우들은 자신의 경력과 특성을 담은 프로필을 등록하고, 이를 필요에 따라 수정하거나 업데이트할 수 있다. 등록된 프로필은 캐스팅 디렉터와 제작사들이 쉽게 열람할 수 있도록 공개되며, 공개 범위는 배우가 자유롭게 설정할 수 있다. 또한, 플필은 검증된 다양한 캐스팅 정보를 무료로 제공하여, 배우들이 더 많은 기회를 얻을 수 있도록 지원한다. 특히, 프로필 투어 서비스는 배우의 프로필을 영화, 드라마 제작사에 직접 전달하고 오디션 지원까지 대행해주는 편리한 기능을 제공한다.

#### 캐스팅디렉터
캐스팅 디렉터를 위한 맞춤형 관리 서비스를 제공한다. 이 서비스는 캐스팅 공고를 게시할 수 있는 기능을 비롯해, 지원자 관리에 필요한 다양한 도구를 지원한다. 지원자 분류, 정렬, 필터링 기능 등을 통해 적합한 인재를 빠르게 선별할 수 있으며, 필요시 지원자와 직접 연락할 수 있는 기능도 포함되어 있다. 이러한 기능을 통해 캐스팅 디렉터들은 더 효율적으로 오디션 과정을 운영할 수 있다.

### 스튜디오 플필 (제작 사업부)
스튜디오 플필은 다양한 콘텐츠 제작을 담당하는 부서로, 영화, 드라마, 웹 콘텐츠 등의 제작을 총괄한다. 이 부서에서는 기획 단계에서부터 최종 결과물 완성까지의 모든 과정을 관리하며, 제작에 필요한 인재와 자원을 적재적소에 배치해 프로젝트의 성공을 도모한다. 스튜디오 플필은 프로젝트의 특성에 맞는 맞춤형 제작 솔루션을 제공하여, 고품질의 콘텐츠를 제작하는 것을 목표로 한다.

### 에이전트 플필 (기획사 사업부)
에이전트 플필은 배우, 음악가, 스포츠 선수 등의 매니지먼트와 기획을 담당하는 부서이다. 소속 아티스트의 커리어를 체계적으로 관리하며, 다양한 기획과 홍보 활동을 통해 아티스트의 인지도를 높이고 새로운 기회를 창출한다. 이 부서에서는 아티스트와 협력하여 장기적인 성공을 위한 전략을 수립하고, 이를 실현하기 위한 계획을 실행한다. 또한, 업계와의 긴밀한 네트워크를 활용해 아티스트의 활동 영역을 넓히고, 더 많은 기회를 제공하는 데 주력하고 있다.

#### 담당 인물
김예지(사격)